# 한국 언론의 자유
한국은 언론의 자유가 있다고 여겨지지만, 몇 가지 압박을 받고 있다. 20세기 후반 민주주의로 전환한 이후 언론의 자유가 개선되었지만 2010년대에는 소폭 감소했다. <프리덤 하우스(Freedom House)> ‘언론의 자유(Freedom of the Press)’는 한국 언론을 2002년부터 2010년까지 ‘자유’, 2011년 이후는 ‘부분적 자유’가 있는 것으로 분류했다.

## 역사
한국의 미 육군 군사 정부(재조선미육군사령부군정청 (United States Army Military Government))가 제2차 세계대전 이후 한국에 언론 자유에 대한 서양의 개념을 도입했으며, 일부 공산주의 언론은 검열을 받았다.  그 뒤를 이은 이승만 정부가 언론 자유를 상당히 주었지만, 재임 기간 후기에는 국가보안법에 의해 제한됐다. 이 정부는 정부를 비판한 경향신문을 폐간했다.  한국 언론은 이승만 정부가 1960년 장면 정부에 의해 교체된 후 자유로왔지만 박정희 장군이 1961년에 주도한 군사 쿠데타로 곧 교체됐다. 박정희는 정부를 비판하는 언론에 매우 비판적이었으며, Youm과 Salwen(1990)은 ‘박정희가 언론에 재갈을 물리는 일련의 긴급 법령을 선포했다’고 지적했다. 박정희 암살 사건 이후, 언론은 새 정부 초기 단계에서 Youm과 Salwen이 묘사한 “언론에 대한 전례 없는 ‘사회정화정책’”을 시행한 군부 독재자 전두환이 군사 통제를 재개할 때까지 앞에서 말한 자유를 어느 정도 회복했다. 대중 매체는 1980년 기본 보도법을 통해 규제되었으며,  그 법은 1980년 노태우 정부의 정기간행물 및 방송법에 의해 보다 자유로운 법으로 대체되어 한국이 언론의 자유를 존중하는 민주사회로 전환했다는 평을 받았으며, 한국 언론은 국가 통제에서 훨씬 자유로워진다. 군사 법원이 한국군에 대한 부정적인 기사를 쓴 신문 편집인을 폭행한 혐의로 기소된 군사 장교에게 불리한 재결을 내린 획기적인 사건이 1988년에 발생했다.

## 현재 상황 및 국제 순위
<프리덤 하우스> ‘언론의 자유’ 2015년 보고서는 한국 언론의 자유를 ‘위협적’이라고 설명했으며, 박근혜 대통령 정부의 주된 문제점을 국가보안법에 대한 ‘의존도 증가’로 인한 현직 언론인들의 ‘사기 저하’로 보고 있다. 2015년에서 2016까지 100점 만점 중 33점(0점이 가장 좋은 점수)을 획득한 한국을 ‘부분적으로 자유로운’ 범주에 포함시켰다. <프리덤 하우스>는 2010년 이후 한국 등급을 ‘자유로운’에서 ‘부분적 자유로운’으로 격하시켰다(2010년 순위가 ‘자유로운’인 반면 2011년에는 ‘부분적으로 자유로운’ 순위를 차지).
2011년 보고서에서 “한국 정보는 언론 매체의 뉴스 및 정보 콘텐츠에 영향력을 행사하려고 시도했을 뿐만 아니라 온라인 콘텐츠의 공식 검열을 증가했다”며 이를 반영하기 위해 한국을 ‘자유로운’에서 ‘부분적으로 자유로운’으로 격하했으며, 언론을 간섭한 이명박 정부를 비난했다. Jaggard와 You (2015)는 2010년 한국의 프리덤 하우스 등급 악화에 기여한 다섯 가지 요소를 ‘명예 훼손 남용’, ‘선거 운동 규율’, ‘언론 자유에 대한 국가안보 제한사항’, ‘인터넷 관련 규제’ 및 ‘공권력을 이용한 대중매체 통제’로 규명했다.
표1: 2002년-2016년 한국의 <프리덤 하우스> 언론자유 지수
| 해   | 순위 |
| ---- | ---- |
| 2016 | 33   |
| 2015 | 33   |
| 2014 | 32   |
| 2013 | 31   |
| 2012 | 32   |
| 2011 | 32   |
| 2010 | 30   |
| 2009 | 30   |
| 2008 | 30   |
| 2007 | 30   |
| 2006 | 30   |
| 2005 | 29   |
| 2004 | 29   |
| 2003 | 29   |
| 2002 | 30   |

이와 같이 <국경 없는 기자회>가 발표한 언론자유 지수도 지난 몇 년간 한국 언론의 자유가 감소됐다고 지적했다. 2016년 한국은 181개 국 중 70위를 차지했으며, 등급이 172개 국 중 42위를 차지한 2010년 이후 하락했다. 한국의 2016년에 대한 <국경 없는 기자회> 입장은 다음과 같다.
언론과 박근혜 정부 사이의 관계는 매우 긴장되어 있습니다. 정부는 비평을 용인할 수 없는 무능을 보이고 있으며 이미 양극화된 언론에 간섭하며 언론의 독립성을 위협하고 있습니다. 최대 7년형을 선고할 수 있는 명예훼손법이 언론의 ‘자기검열’에 대한 주된 이유입니다. 주요 국가 쟁점 중 하나인 북한과의 관계에 대한 공개 토론이 북한에 유리한 기사나 방송은 감금되어 처벌될 수 있다는 국가보안법에 의해 방해받고 있습니다. 이것이 온라인 검열의 주요 근거 중 하나입니다.

표2: 2002년-2016년 한국의 <국경 없는 기자회> 언론자유 지수
| 해   | 순위     |
| ---- | -------- |
| 2016 | 70 / 181 |
| 2015 | 60 / 179 |
| 2014 | 57 / 179 |
| 2013 | 50 / 177 |
| 2012 | 50 / 177 |
| 2011 | N/A      |
| 2010 | 42 / 172 |
| 2009 | 69 / 169 |
| 2008 | 47 / 167 |
| 2007 | 39 / 163 |
| 2006 | 31 / 160 |
| 2005 | 34 / 160 |
| 2004 | 48 / 157 |
| 2003 | 49 / 158 |
| 2002 | 39 / 134 |

## 같이 보기
- 대한민국의 검열
- 가토 다쓰야 (저널리스트)

## 추가 자료
- Youm, Kyu Ho (1986년 8월 1일). “Press Freedom under Constraints: The Case of South Korea”. 《Asian Survey》 (영어) 26 (8): 868–882. doi:10.2307/2644137. ISSN 0004-4687.[깨진 링크(과거 내용 찾기)]